# Bob Burnquist
Bob Burnquist (ur. 10 października 1976 w São Paulo) – profesjonalny brazylijski skateboarder.
Jego największym sukcesem do tej pory była wygrana na zawodach X Games w 2001. Specjalizuje się w jeździe w pozycji switch, a jego rozpoznawalnym trikiem jest „one-footed smith grind”. Czynnie uprawia też skydiving i snowboarding oraz prowadzi akcje promujące zdrowe odżywianie. Jest jak dotąd jedynym skaterem, który zrobił trik switch frontside air na otwartej pętli. Wykonał również grind 50-50 do wielkiego kanionu i wylądował ze spadochronem.

## Historia osiągnięć na zawodach
- 1. w 2007 X Games Big Air
- 3. w 2006 X Games Big Air
- 1. w 2006 The Coolio Games
- 1. w 2005 X Games Vert Best Trick
- 1. w 2003 X Games: vert dwójki (razem z Bucky Lasek)
- 2. w 2002 X Games: vert dwójki (razem z Bucky Lasek)
- 1. w 2001 X Games:vert
- 1. w 2001 Slam City Jam: vert.
- 1. w 2000 Slam City Jam: vert.
- 1. w 1995 Slam City Jam: vert.